# Laubuka laubuca
Cá mại nam (Danh pháp khoa học: Laubuka laubuca, trước đây là Chela laubuca) là một loài cá nước ngọt trong họ cá chép Cyprinidae thuộc bộ cá chép thường Cypriniformes, chúng được ghi nhận là có sinh sống ở Việt Nam, ở vùng Đồng bằng sông Cửu Long.

## Đặc điểm
Thân cá cao, dẹp bên. Lườn bụng hoàn toàn, sắc cạnh. Đầu nhỏ, mõm nhọn, miệng nhỏ, hướng trên. Mắt to ở giữa đầu. Không có râu. Vây lưng ngắn gần cuốn đuôi, khởi điểm hơi sau khởi điểm vây hậu môn; vây ngực dài và nhọn, vây bụng dài có tia đơn vây thứ nhất kéo dài đến gốc vây hậu môn; vây đuôi phân thùy sâu. Vẩy trung bình phủ toàn thân. Đường bên uốn cong gần như song song với viền bụng. Thân màu nâu sáng, sau nắp mang có 1 đốm đen nhỏ, có một sọc đen chạy dọc thân từ cuối vây ngực đến cuốn đuôi và kết thúc bằng một đốm đen, các vây màu nhạt và có rìa hơi đen.